# 三聯市 (波蘭)
三聯市，也称三联城（波蘭語：Trójmiasto）是一個由波蘭的三個城市組成的都會區，包括了格但斯克、索波特和格丁尼亞。三個城市緊密相鄰，都坐落在波羅的海格但斯克灣沿岸，波蘭北部的波美拉尼亞省。城市區的人口超過了100萬人。三聯市一直以來都是個非正式的名稱，直到2007年3月28日三聯市憲章的簽署才正式宣告了三座城市的合作。
接近35%的三聯市納稅人屬於中級和高級納稅組別（波蘭平均水準為10%），約12%的三聯市納稅人屬於最高級的納稅組別（波蘭平均水準為3%）。

## 人口
三座城市人口總計（格但斯克+格丁尼亞+索波特）：
- 1960年： 481,100人（286,900 + 150,200 + 44,000）
- 1970年： 604,800人（365,600 + 191,500 + 47,700）
- 1975年： 693,800人（421,000 + 221,100 + 51,700）
- 1980年：744,400人（456,700 + 236,400 + 51,300）
- 2004年：754,960人（460,524 + 253,650 + 40,785）
- 2006年：748,126人（456,658 + 251,844 + 39,624）
- 2019年：752,954人（470,907 + 246,348 + 35,719）
- 2021年：749,786人（470,633 + 244,104 + 35,049）